# Neo Geo Pocket
Neo Geo Pocket（简称NGP）是SNK第一款攜帶型遊戲機，於1998年10月28日在日本發售，但低於預期的銷售額導致在1999年停產，並立即被其後繼機種Neo Geo Pocket Color取代。該系統只在日本與香港市場以零售的方式發售。
儘管該系統只有很短的壽命，其間仍發售了一些顯著的遊戲，如侍魂!與拳皇R-1等。
Neo Geo Pocket大致上可向上兼容，意即可執行大部分新的彩色遊戲，但亦有如音速小子大冒險Pocket與SNK vs. Capcom：千年之戰等例外。Neo Geo Pocket Color完全向下兼容並可執行所有為Neo Geo Pocket發佈的遊戲。

## 規格
- CPU：16位東芝TLCS-900H高性能核心中央處理器 。
- 内置记忆体：32位／16位寄存器庫配置於6.144兆赫。
- 屏幕解析度：Virtual屏幕160×152 - 16 alettes/plane、64 sprites/frame。
- 声效：SN76489声效芯片（3路矩形波音频发生器，1路白噪音发生器，2个直接存取式DAC），由8-bit位Z80处理器控制。
- 总线：I/O串行纜線1條頻道每秒19200位。
- 电源：使用两节AA型电池或外接AC适配器提供电力，使用一枚CR2032型纽扣电池以保存日期，设置等其他数据。
- 耗电量：0.2w
- 电池寿命：提供约20小时游戏时间，CR2032锂电池寿命约为1年。
- 主机尺寸：122mm（长）×74mm（宽）×26.5mm（高）。（包含凸起部分）
- 主机重量：约160g（含电池）
- 主机型号：NEOP-A1

## POCKET菜单界面
在卡带没有插入的情况下，接通Neo Geo Pocket的电源，将会显示POCKET菜单界面，在该画面上可以选择5个功能菜单。
- CALENDAR（日历）

可以预览1999年到2090年的日历
- WORLDTIME（世界时间）

可以查看世界各地的时间
- HOROSCOPE（星座占卦）

输入自己的生日后，可以根据系统时间在计算当天的星座运势（分为金钱、健康、爱情、总评四部分）
- ALARM（闹铃）

设定闹钟
- SETTING（设置）

可以重新设定系统语言（日语或英语）、日期、时间。

## 相关产品
- Neo Geo Pocket Color（具有彩色屏幕的NGP进化机种）

## 外部連結
- gpark.nl上的Neo Geo Pocket遊戲機與遊戲介紹（荷蘭語）
- Planet-SNK.de（页面存档备份，存于） "All about NeoGeo Pocket and SNK Playmore!"